# Nasze podwórko
Nasze podwórko – polski serial telewizyjny dla dzieci, zrealizowany w 1980 roku.

## Lista odcinków
1. Rakieta
2. Wykopaliska
3. Ząb
4. Pułapka
5. Co zbierać?

## Obsada
- Anna Seredyńska − Monika
- Agnieszka Ziątek − Agnieszka
- Rafał Trzaskowski − Tomek
- Michał Gałecki − Adam
- Małgorzata Niemirska − matka Tomka
- Andrzej Zaorski − ojciec Tomka
- Katarzyna Ejmont(inne języki) − matka Adasia
- Damian Damięcki − ojciec Adasia
- Bożena Dykiel − dozorczyni
- Witold Pyrkosz − Maliniak
- Tomasz Jastrun − ojciec Moniki
- Jan Prochyra − lekarz
- Laura Łącz − matka Moniki

a także: Bogdan Łysakowski, Sławomir Studziński, Zdzisław Szymański.